# Мавзолей Актайлак бия
Мавзолей Актайлак бия — памятник архитектуры XVIII века в Казахстане.
Расположен в 55 км к северо-востоку от города Аягоз, в 4 км к северу от села Сарыарка. Установлен на могиле известного бия Среднего жуза, поэта Актайлака. Мавзолей обнесен оградой, сооруженной из сырцового кирпича и камней. Судя по остаткам, мавзолей был четырёхугольной формы размером 9,6×9,7 м. Сохранилась восточная стена с треугольным отверстием. Рядом находится мавзолей Байгара́ бий Куттыба́йулы.
Потомки построили новый мавзолей снаружи в 1990 году.